# Áreas protegidas de Guatemala

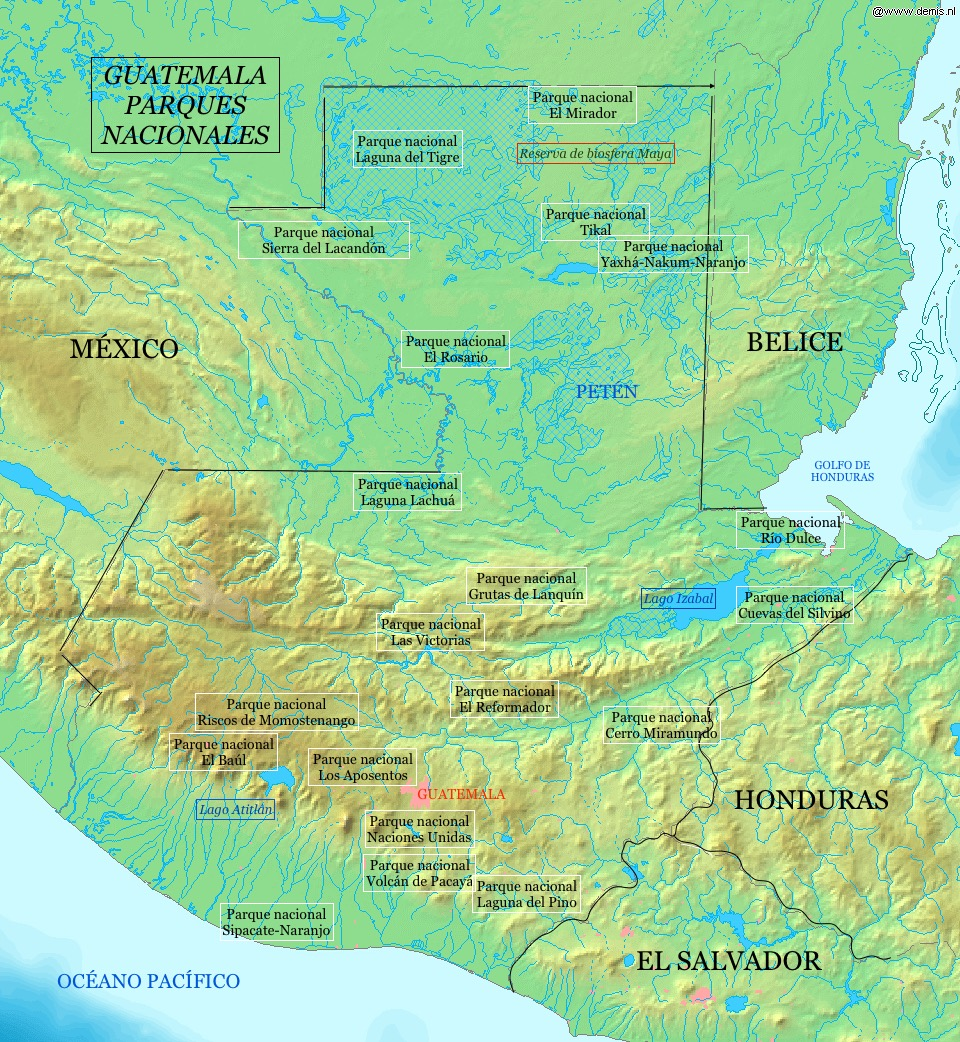
Parques nacionales de Guatemala

En Guatemala, según la IUCN, en 2018 se habían establecido 349 áreas protegidas que cubrían unos 22 039 km², el 31% del territorio, y unos 1065 km² de áreas marinas, el 0,9% de los 118 336 km² que pertenecen al país. De estas áreas, 20 son parques nacionales, 4 son monumentos culturales, 5 son áreas de uso múltiple, 6 son refugios naturales, 2 son reservas forestales municipales, 1 es un monumento natural, 2 son reservas protegidas en humedales, 30 son zonas protegidas permanentes, 185 son reservas naturales privadas, 1 es un parque municipal recreativo, 1 es un área regional recreativa y parque natural regional, 1 es una reserva forestal, 6 son biotopos protegidos, 1 es una reserva biológica y 69 son parques municipales regionales. Además, hay 3 reservas de la biosfera de la Unesco (Maya, Sierra de las Minas y Trifinio Fraternidad), 1 lugar patrimonio de la humanidad (parque nacional Tikal) y 7 humedales de importancia internacional que se incluyeron en la Lista de Ramsar. (Pero según el Inventario Nacional de Humedales, hay 252 sitios de humedales, entre lagos, lagunas, ríos, pantanos, etc.).
CONAP, el Consejo Nacional de Áreas protegidas, es la institución encargada de gestionar las áreas protegidas del país desde 1989. La Ley de Áreas Protegidas, LAP, le da jurisdicción sobre el Sistema Guatemalteco de Áreas Protegidas, SIGAP, integrado por el conjunto de zonas protegidas y las entidades que las administran. En la página de enlace se puede encontrar un listado de las áreas protegidas del país que en 2019 incluían 339 áreas protegidas en 6 categorías: parques nacionales; reservas biológicas; biotopos protegidos; monumentos culturales y naturales; refugios de vida silvestre, reservas hídricas y forestales o de usos múltiples; reservas forestales y parques recreativos municipales y regionales; reservas naturales privadas, y reservas de la biosfera.
El primer parque nacional establecido en el país lo fue en 1955, el parque nacional Tikal, en la antigua ciudad maya de Tikal, rodeada de selva (fue también el primer sitio mixto del Patrimonio Mundial de la UNESCO en el mundo); el parque más grande es el de Laguna del Tigre, con 289 912 ha, y el más pequeño el de Cuevas del Silvino, 8 ha.
En algunas zonas del norte de Guatemala se está implementando la plantación de palma africana de aceite como cultivo industrial en detrimento de especies protegidas como el rosul o cocobolo. Las plantaciones se extienden por Sayaxché, en Petén, y entre Raxruhá y Chisec, en Alta Verapaz.

## Parques nacionales
- Parque Nacional Tikal en El Petén

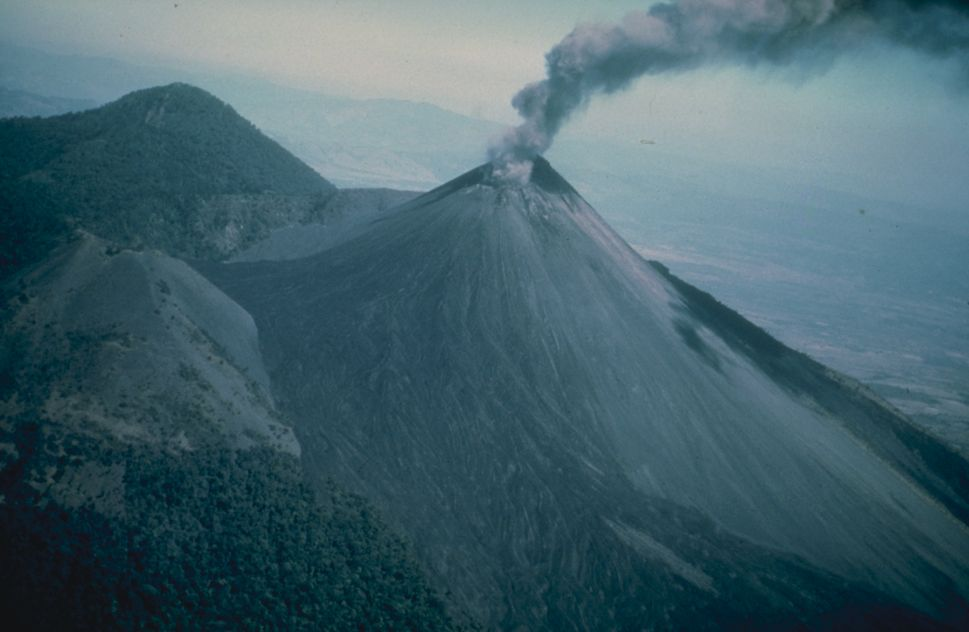
Erupción del volcán Pacaya en 1976, en el parque nacional Volcán de Pacaya y Laguna de Calderas

- Parque nacional Sierra del Lacandón en El Petén
- Parque nacional Laguna del Tigre en El Petén
- Parque Nacional Mirador-Río Azul y Biotopo Protegido Naachtun-Dos Lagunas forman el corazón de las áreas protegidas de la selva maya, entre México, Belice y Guatemala en El Petén.[6] En Belice se encuentran, junto a la frontera, el Parque nacional Aguas Turbias, de 36 km², y el área privada de conservación Río Bravo,[7] de unos 800 km², y en México la Reserva de la biosfera de Calakmul, de 7232 km². El Mirador-Río Azul está rodeado por el oeste y el sur por la Reserva de la biosfera Maya, de 21 600 km², y está compuesto por dos secciones, El Mirador, al oeste y Río Azul, donde se halla el biotopo Naachtún, al este.[8]
- Parque nacional Yaxhá-Nakum-Naranjo en El Petén
- Parque nacional El Baúl en Quetzaltenango
- Parque nacional El Reformador en El Progreso
- Parque nacional Grutas de Lanquín en Alta Verapaz
- Parque nacional Laguna del Pino en Santa Rosa
- Parque nacional Los Aposentos en Chimaltenango
- Parque Nacional Naciones Unidas en el departamento de Guatemala
- Parque Nacional Río Dulce en Izabal
- Parque nacional Riscos de Momostenango en Totonicapán
- Parque nacional Cerro Miramundo en Zacapa
- Parque nacional Volcán de Pacaya y Laguna de Calderas[9][10] en Escuintla. El parque tiene una extensión de 22 km²> y ocupa parte de los municipios de San Vicente Pacaya, Amatitlán y Villa Canales. El cráter MacKenney está activo desde 1961. Durante octubre de 2017 y marzo de 2018 el cono piroclástico estuvo creciendo y vomitando lava.[11]
- Parque nacional Iximché[12] en Chimaltenango
- Parque nacional Sipacate-Naranjo en Escuintla
- Parque nacional Cuevas del Silvino en Izabal
- Parque nacional El Rosario en El Petén
- Parque Nacional Las Victorias en Alta Verapaz
- Parque nacional Laguna Lachuá en Alta Verapaz

## Reservas de la biosfera de la Unesco

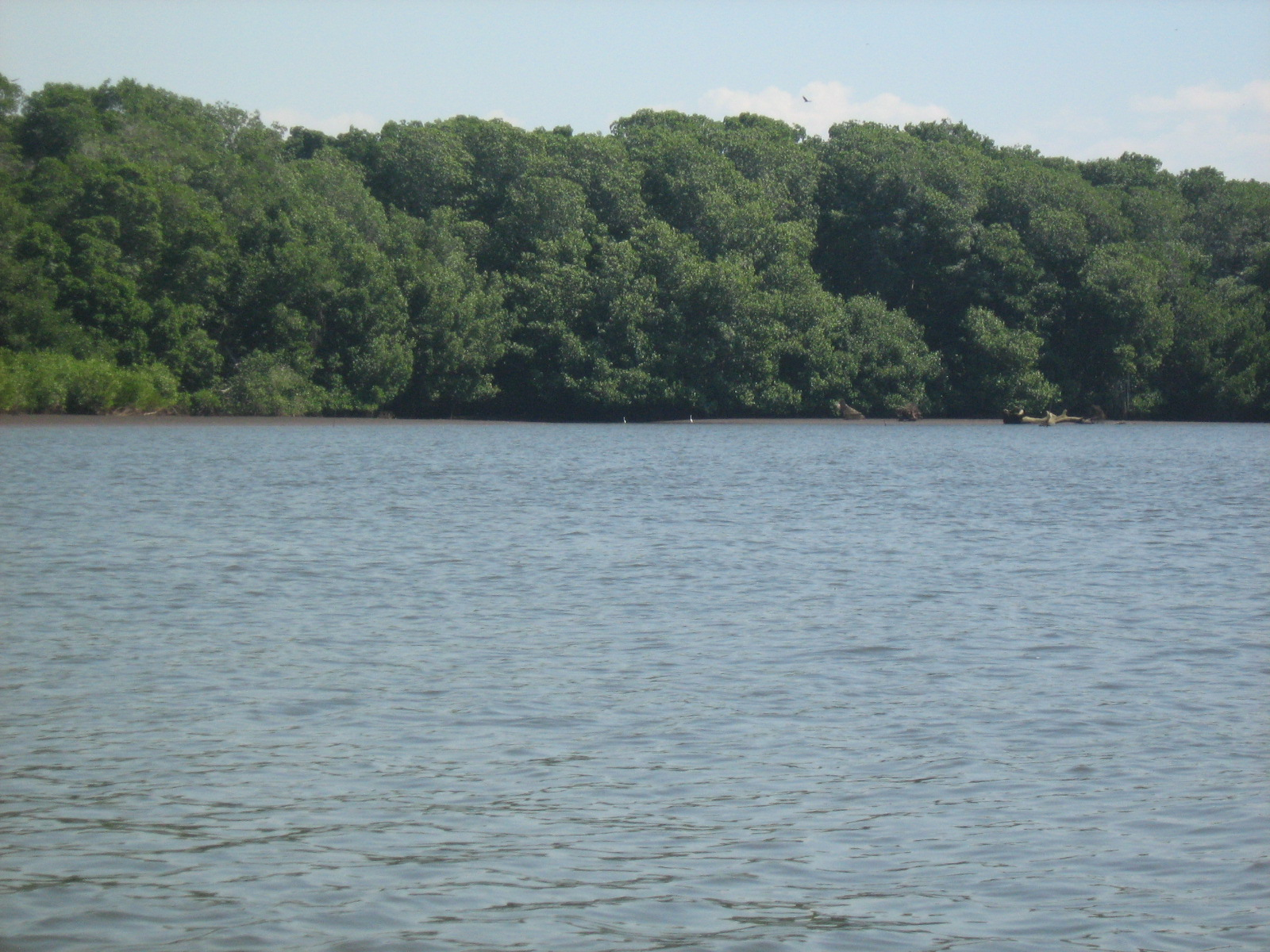
Reserva biológica Manchón Guamuchal, en San Marcos

- Trifinio Fraternidad (El Salvador/Guatemala/Honduras), 4088 km², Latitud entre 8°13’N – 8°58’N; longitud entre 76°52’E – 77°34E. Reserva de la bisofera transfronteriza trinacional en la frontera entre estos tres países. En Guatemala, al sur, donde ocupa 220 km² en el departamento de Jutiapa. Bosque nuboso, bosque seco estacional subtropical, bosque de pino y roble y humedales como el Complejo Güija,[13] sitio Ramsar entre El Salvador y Guatemala, bajo los volcanes de Ipala y Culma. La mayoría de habitantes, unos 600.000, en El Salvador y Honduras, cultivan café y crían ganado. Entre los animales destacables, el coatí de nariz blanca, el ocelote, el tapir centroamericano, el carancho norteño y el mono araña de Geoffroy.[14]
- Reserva de la biosfera maya, 21 130 km², es una de las áreas de bosque tropical más grandes de América, pues a ella se unen la Reserva de la biosfera de Calakmul, en México, el Parque nacional el Mirador-Río Azul, el Parque nacional Laguna del Tigre y el Parque nacional sierra del Lacandón, en Guatemala, y de nuevo en México, la Reserva de la Biosfera Montes Azules.[15]

- Sierra de las Minas, 2362 km², 15°04' a 15°20'N; 89°18' a 89°44'W. Al este de ciudad de Guatemala, en parte de los departamentos de Baja Verapaz e Izabal, es la continuación oriental de la cadena montañosa al norte de la cadena de volcanes que atraviesa el país desde México hasta Honduras y El Salvador. Hay 43.200 habitantes pero el medio se ha conservado bastante íntegro. Diferentes alturas y climas, bosque subtropical de cactus, espinillo blanco y roble de montaña; bosque premontano seco de Encyclia diota, Ceiba aesculifolia y guaje; bosque premontano tropical de Pinus caribaea y chicle; bosque neblinoso de pino y roble, bosque nuboso con Brunellia mexicana y Magnolia guatemalensis, entre otras, sistemas agrarios con café, arroz, maíz, etc., y pastos con Tillandsias.[16]

## Sitios Ramsar
- Parque Nacional Laguna del Tigre, 17°27′N 90°52′W, 3350 km², noroeste de Guatemala en Petén. Reserva de la biosfera, biotopo protegido, un extenso complejo de tierras bajas, bosque inundado estacionalmente, ríos de lento cauce, humedales, lagunas permanentes y cuerpos estacionales de agua en la mayor zona húmeda de Guatemala, con especies únicas de Yucatán. Zonas arqueológicas y habitantes indígenas.[17]

- Complejo Güija, 14°17′N 89°29′W, 102 km². Entre El Salvador y Guatemala, en el lago de Güija.[18]

- Refugio de Vida Silvestre Bocas del Polochic, 15°25′N 89°22′W, 212 km². Bosque húmedo tropical junto al lago de Izabal.[19]

- Reserva de Usos Múltiples Río Sarstún, 15°51′N 88°58′W, 352 km².[20]

- Ecorregión Lachuá, 15°53′N 90°40′W, 535 km², comprende el Parque nacional Laguna Lachuá y zonas adyacentes.

- Manchón-Guamuchal, 14°28′N 92°05′W, 135 km², noroeste, costa Pacífico. Dunas, bosque seco, bosque manglares, bosque de palmas y humedales.[21]

- Parque Nacional Yaxhá-Nakum-Naranjo, 16°58′N 89°23′W, 372 km², Petén.

## Áreas de protección especial
Las Áreas de protección especial en el SIGAp son las siguientes:
- Abaj Takalik, en Retalhuleu;
- Cumbre Alta, entre Izabal y Zacapa;
- Lago de Güija, en Jutiapa;
- Laguna Chichoj, en Alta Verapaz;
- Laguna de Ayarza, en Santa Rosa;
- Laguna Perdida,[23] en Petén
- Laguna Yolnabaj, en Huehuetenango;
- Montaña Espíritu Santo, en Izabal;
- Sabana del Sos,[24] en Petén;
- San Rafael Pixcayá,[25] en Chimaltenango;
- Sierra Caral,[26] en Izabal.[27]
- Sierra Chinajá, en Alta Verapaz;
- Sierra de los Cuchumatanes, en Huehuetenango;
- Sierra de Santa Cruz,[28] en Izabal;
- Valle de la Arada, en Chiquimula;
- Altar de Sacrificios, en Petén;
- Sabanas de San Francisco, en Petén;
- Xacaxá, en Chimaltenango;
- San Isidro Cafetales, Cumbre de Chiramay, en Chiquimula.
- Yolnabaj, en Huehuetenango;
- El Caba, en Quiché;
- Boca Costa, entre San Marcos y Jutiapa, ladera de Sierra madre de Chiapas, desde 1.400 m hasta la planicie costera del Pacífico, a 300 m;[29]
- Sierra Aral, en Izabal;
- Reserva ecológica Cerro San Gil, en Izabal.[30]
- Punta de Manabique, en Izabal;
- Reserva ecológica El Pino de Poptun, en Petén, municipio de Poptún;
- Refugio de vida silvestre laguna Ixcoche y Monumento cultural Altar de los Sacrificios, en Petén;
- Monumento nacional Semuc Champey, en Alta Verapaz;
- Cumbre de María Tecún, en Totonicapán;
- Volcán de Ipala, en Chiquimula;
- Montañas Tecpán, en Chimaltenango, municipio de Tecpán;
- Xacaxa, en Chimaltenango;
- Río Chiquibul, en Petén;
- Laguna del río Salinas, en Petén;
- Reserva de uso múltiple de Uaxactún-Carmelita, en Petén.

### Biotopos protegidos
- Cerro Cahuí, Flores, San José, Petén, 734 ha
- Laguna del Tigre-Río Escondido, San Andrés, Petén, 45 168 ha
- San Miguel La Palotada-El Zotz, San José, Petén, 34 934 ha
- Naachtún-Dos Lagunas, Flores, El Pilar, Petén, 30 719 ha
- Chocón Machacas, Livingston, Izabal, 6265 ha, para la conservación del manatí.
- Biotopo para la Conservación del quetzal "Mario Dary Rivera", localizado en Purulhá, Baja Verapaz